# Edicto de Tesalónica
El Edicto de Tesalónica, también conocido como A todos los pueblos (en latín: Cunctos Populos), fue decretado por el emperador romano Teodosio el 27 de febrero del año 380. Mediante este edicto el cristianismo niceno se convirtió en la religión oficial del Imperio romano.

## Constantino y el fin de la persecución

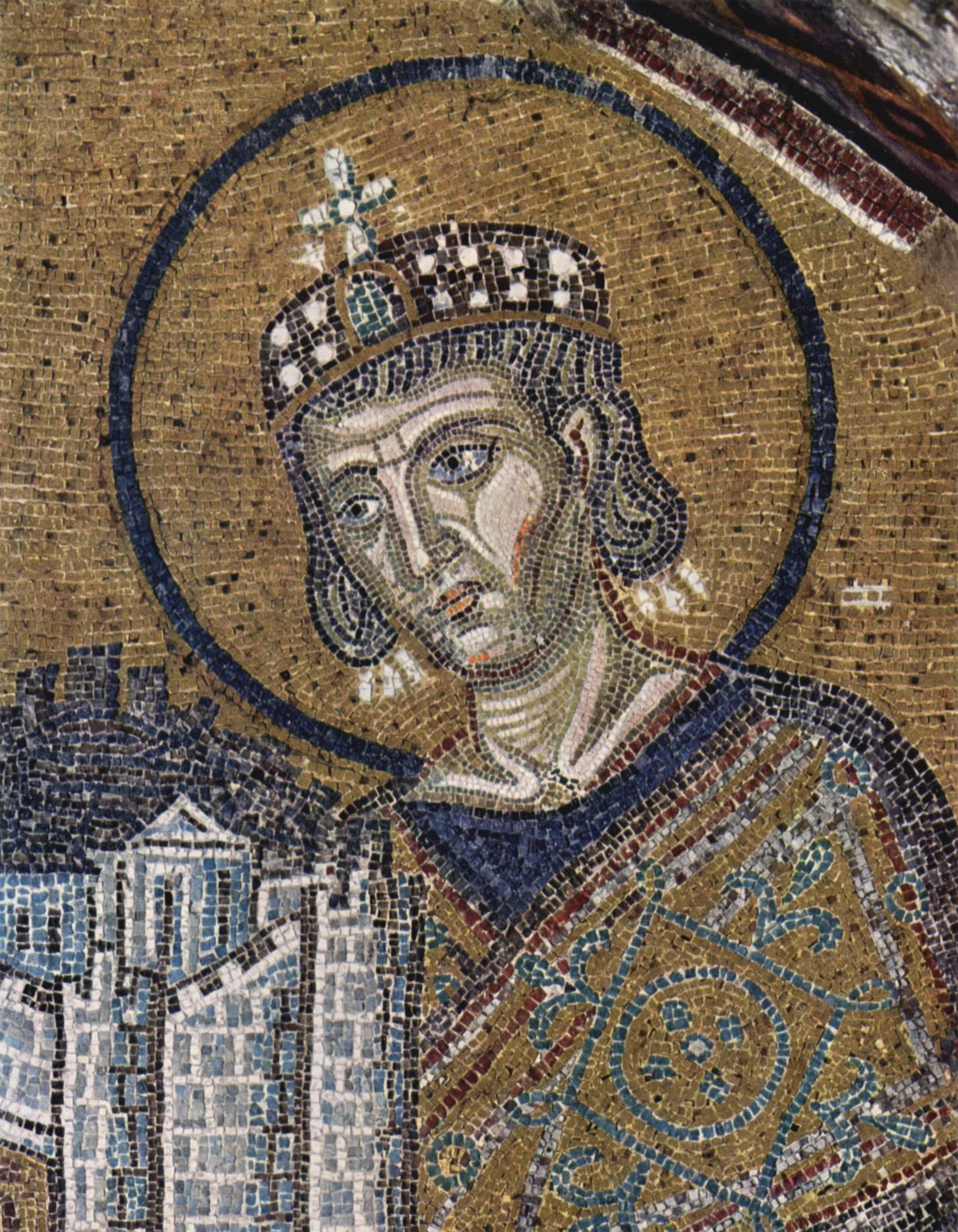
Constantino I el Grande

A principios del siglo IV, Constantino I había terminado con la clandestinidad y persecución de los cristianos, otorgándoles ciertos privilegios y permitiéndoles la construcción de grandes templos. En 313, junto a Licinio, emitió el Edicto de Milán, por el que se otorgaba tolerancia religiosa y la libertad de culto para los cristianos.
A cambio de esto, Constantino tomó parte en las disputas que ya existían en el seno de la iglesia, convocando en 325 el Concilio de Nicea. En este concilio se desterraron las tesis arrianas que negaban el carácter divino de Jesús como parte consustancial de Dios. A pesar de ello, el cisma arriano se prolongaría al menos hasta el siglo VI, y no terminaría hasta la muerte del último de los monarcas arrianos, el rey visigodo Leovigildo. Del Concilio de Nicea se originaría el llamado Credo Niceno, último punto de encuentro entre las iglesias de oriente y occidente.
El mismo emperador Constantino fue el primer gobernante del Imperio romano de credo cristiano, aunque no fue bautizado hasta poco antes de morir, por el obispo arriano Eusebio de Nicomedia. Con él se iniciaba una nueva época para la iglesia, y en el transcurso del siglo IV su influencia en las esferas del poder aumentaría, a pesar del paréntesis de tres años que supuso el gobierno de Juliano II, hasta que en 380 y a través del Edicto de Tesalónica se convirtió en la religión oficial del Imperio Romano, tanto en el Oriente como en el Occidente.

## El Edicto de Tesalónica
(latín)
«IMPPP. GR(ATI)IANUS, VAL(ENTINI)ANUS ET THE(O)D(OSIUS) AAA. EDICTUM AD POPULUM VRB(IS) CONSTANTINOP(OLITANAE). Cunctos populos, quos clementiae nostrae regit temperamentum, in tali volumus religione versari, quam divinum Petrum apostolum tradidisse Romanis religio usque ad nuc ab ipso insinuata declarat quamque pontificem Damasum sequi claret et Petrum Aleksandriae episcopum virum apostolicae sanctitatis, hoc est, ut secundum apostolicam disciplinam evangelicamque doctrinam patris et filii et spiritus sancti unam deitatem sub parili maiestate et sub pia trinitate credamus. Hanc legem sequentes Christianorum catholicorum nomen iubemus amplecti, reliquos vero dementes vesanosque iudicantes haeretici dogmatis infamiam sustinere ‘nec conciliabula eorum ecclesiarum nomen accipere’, divina primum vindicta, post etiam motus nostri, quem ex caelesti arbitro sumpserimus, ultione plectendos. DAT. III Kal. Mar. THESSAL(ONICAE) GR(ATI)ANO A. V ET THEOD(OSIO) A. I CONSS.»
Código Teodosiano 16.1.2

 (español)
Edicto de los emperadores Graciano, Valentiniano (II) y Teodosio Augusto, al pueblo de la ciudad de Constantinopla.
«Queremos que todos los pueblos que son gobernados por la administración de nuestra clemencia profesen la religión que el divino apóstol Pedro dio a los romanos, que hasta hoy se ha predicado como la predicó él mismo, y que es evidente que profesan el pontífice Dámaso y el obispo de Alejandría, Pedro, hombre de santidad apostólica. Esto es, según la doctrina apostólica y la doctrina evangélica creemos en la divinidad única del Padre, del Hijo y del Espíritu Santo bajo el concepto de igual majestad y de la piadosa Trinidad. Ordenamos que tengan el nombre de cristianos católicos quienes sigan esta norma, mientras que los demás los juzgamos dementes y locos sobre los que pesará la infamia de la herejía. Sus lugares de reunión no recibirán el nombre de iglesias y serán objeto, primero de la venganza divina, y después serán castigados por nuestra propia iniciativa que adoptaremos siguiendo la voluntad celestial.»
Dado el tercer día de las Kalendas de marzo en Tesalónica, en el quinto consulado de Graciano Augusto y primero de Teodosio Augusto.

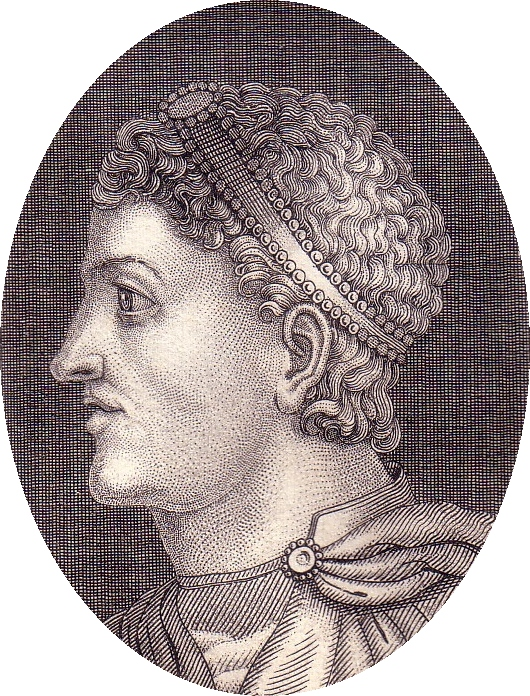
Teodosio I el Grande.

Con este edicto, el cristianismo niceno pasaba a convertirse en la religión de estado del Imperio romano en su totalidad. Erróneamente este edicto se ha asociado con la prohibición de las religiones no cristianas, pero como se puede observar la prohibición no iba dirigida a ellas, que se pudieron seguir practicando pero con las limitaciones antes mencionadas, lo que se prohibió fueron las innumerables versiones del cristianismo que fueron consideradas herejías a partir del Concilio de Nicea, como el arrianismo.

## La problemática del cesaropapismo

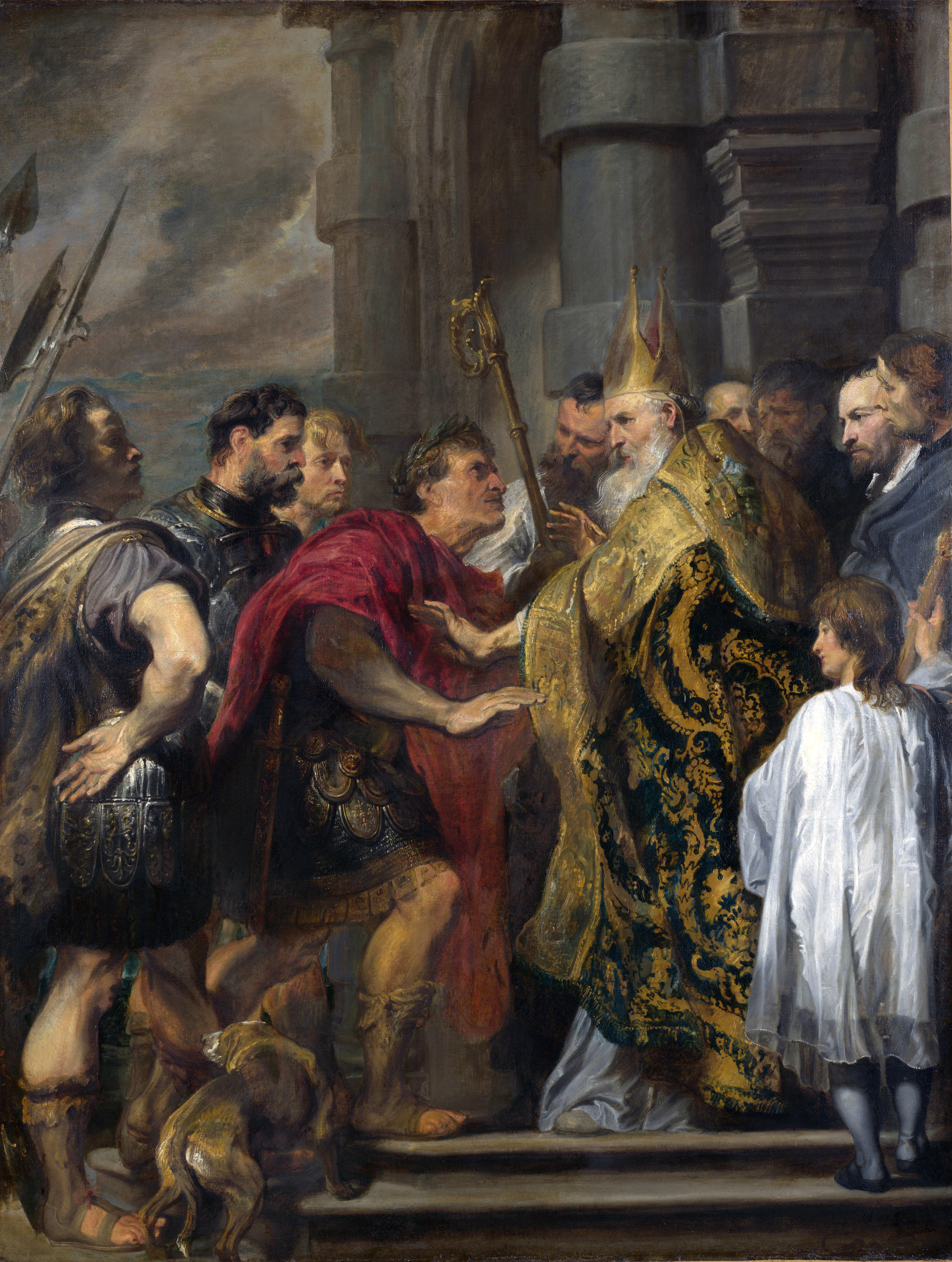
San Ambrosio niega la entrada en la iglesia al emperador Teodosio I, obra de Anthony van Dyck.

Sin embargo, a la Iglesia tampoco le benefició del todo esta oficialización del culto. Como máxima autoridad del Imperio, Teodosio incluyó al sacerdocio en el funcionariado del mismo, lo que en la práctica los situaba bajo su autoridad. La problemática del «cesaropapismo», la injerencia del César sobre la soberanía de la Iglesia, iniciada con Constantino, empezaba a tomar lugar y no dejaba de preocupar a los obispos.
Al año siguiente de la promulgación del Edicto de Tesalónica, el mismo emperador Teodosio convocó el Primer Concilio Ecuménico de Constantinopla, cuyo objetivo era conciliar a la ortodoxia cristiana con los simpatizantes del arrianismo,  tratar la problemática de la herejía macedónica y, también, confirmar el credo Niceno como la doctrina oficial de la iglesia. Las tesis arrianas fueron de nuevo rechazadas, y posteriormente se emitió un nuevo edicto imperial que daba carácter legal a las conclusiones del concilio.
Muestra de las fuertes tensiones generadas en este periodo entre Iglesia y Estado fue la excomunión que el mismo emperador sufriría en 390, decretada por San Ambrosio tras la revuelta y posterior matanza en Tesalónica, donde habrían muerto cerca de siete mil personas durante la represión. El emperador fue escarnecido en público por el obispo de Milán, negándole este la entrada en la iglesia.

## Efectos
Después del edicto de febrero de 380, Teodosio dedicó una gran cantidad de energía a intentar suprimir todas las formas de cristianismo que no fueran de Nicea, especialmente el arrianismo, y a establecer la ortodoxia de Nicea en todo su reino:
En enero del año siguiente (381), otro edicto prohibió a los herejes establecerse en las ciudades. En el mismo año, después de la reformulación de la doctrina de Nicea por el Concilio de Constantinopla... se ordenó al proconsejo de Asia que entregara todas las iglesias a estos obispos 'que profesan que el Padre, el Hijo y el Espíritu Santo son una sola majestad y virtud'.
En 383, el emperador ordenó a las diversas sectas que no eran de Nicea (arrianos, anomeos, macedonios y novacianos) que le enviaran credos escritos, que revisó en oración y luego quemó, salvo el de los novacianos, que también apoyaban el cristianismo de Nicea. Las otras sectas perdieron el derecho a reunirse, ordenar sacerdotes o difundir sus creencias.
La ejecución de Prisciliano y sus seguidores se puede citar como típico del tratamiento de condiciones herejes en ese tiempo. En 384, Prisciliano fue condenado por el sínodo de Burdeos, declarado culpable de magia en un tribunal secular y ejecutado a espada con varios de sus seguidores.
Teodosio prohibió a los herejes residir en Constantinopla y en 392 y 394 confiscó sus lugares de culto.